# Apodyterion

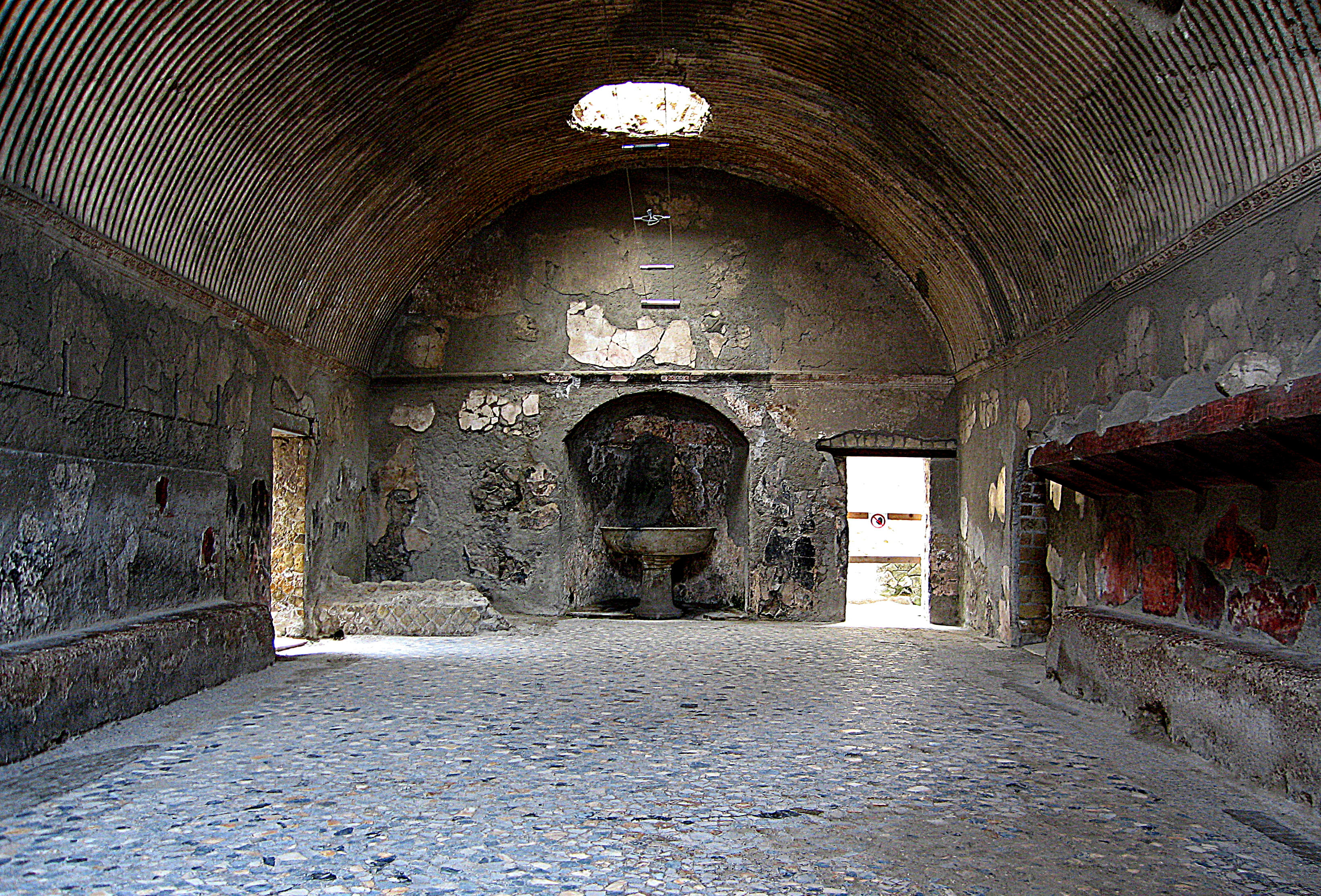
Apodyterium a Terme Centrali (Herculaneum) – sezione maschile

Nell'antica Roma, l'apodyterion (dal greco antico ἀποδυτήριον, "camera per spogliarsi") era il vestibolo principale per l'ingresso e l'uscita nei bagni pubblici, costituito da un ampio spogliatoio, con cabine o scaffali di legno o in muratura e talvolta da semplici nicchie nelle pareti, dove i cittadini riponevano i vestiti e altri oggetti personali durante la permanenza nell'impianto termale.
Lasciarsi dietro effetti personali incustoditi era un grave rischio, poiché i visitatori più comuni delle terme romane a quanto pare erano i ladri. Un libro di scuola romano dell'epoca cita un ricco giovane scolaro romano che, entrato nei bagni lasciando alle spalle il suo schiavo (il capsarius) nell'apodyterion, gli ricorda: "Non addormentarti, a causa dei ladri" (ne addormias propter fures, CGL 3.651.10).